# 국도 제98호선 (미국)

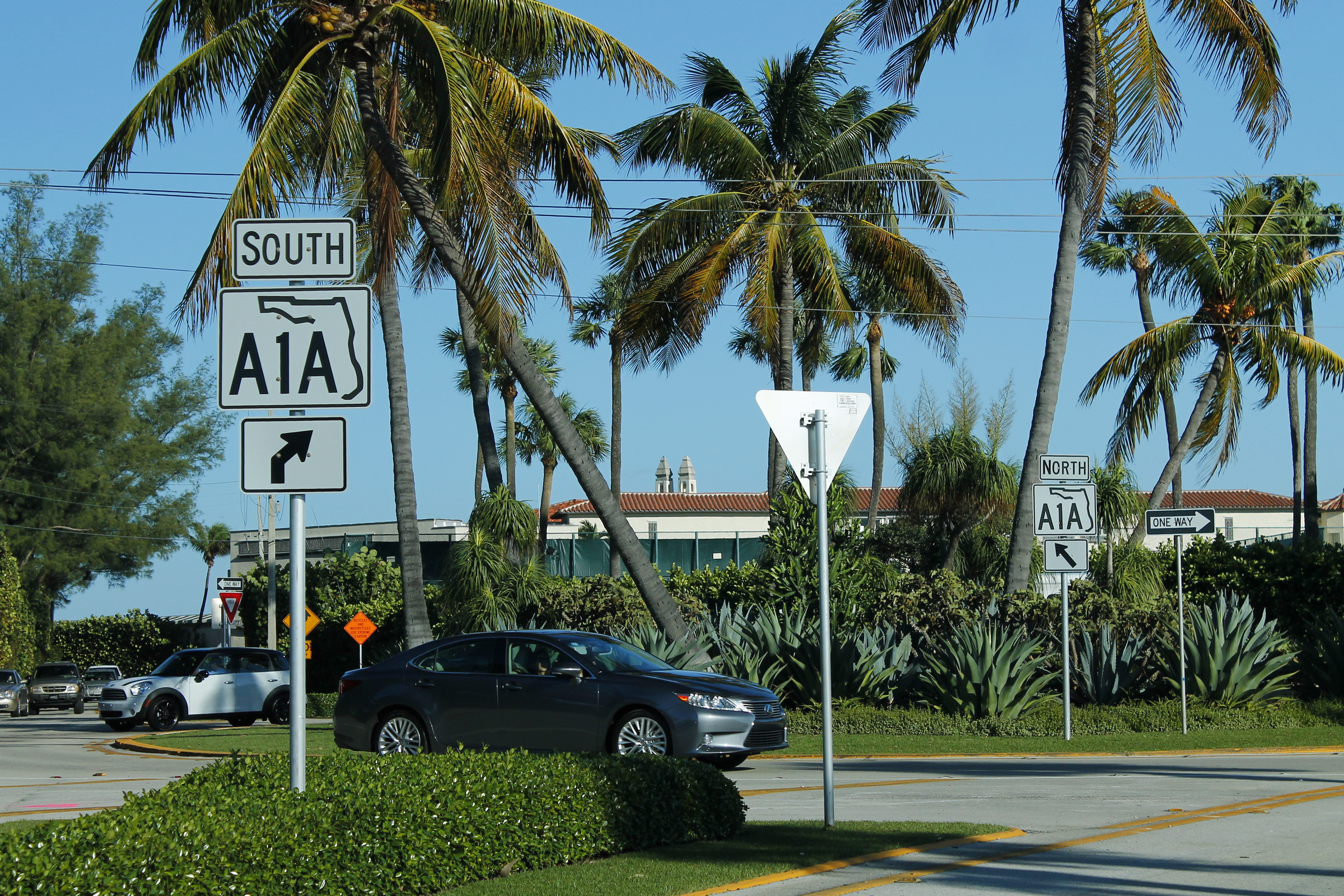
팜비치에 접촉하고 있는 SR A1A, US 98, SR 80 등이 서로 교차하고 있는 모습이며, US 98과 SR 80의 경우 이 길목에서는 종점이다.

국도 제98호선(U.S. Route 98)은 미시시피주의 미드빌에서 플로리다주의 팜비치까지 이르는 미국의 일반 국도로, 총 연장은 964 마일 (1,551 km)이다. 그러나 해당 도로는 1933년 펜서콜라에서 플로리다주의 애팔래치콜라까지 이르는 노선으로 지정되었고, 이후에는 서쪽으로 계속 향하여 미시시피주까지 확장되면서 플로리다반도를 가로지르는 도로망이 완성되어 오늘에 이른다. 따라서 앨라배마주의 모빌에서 플로리다주의 크리스탈리버 사이에 걸친 걸프코스트의 연안을 따라 이동하는 구간으로, 세인트마크스와 그 주변의 해안 근처로 연결되는 구간을 따라 이어진다. 해당 국도의 기점인 미드빌에서는 국도 제84호선과 교차한 반면, 종점인 팜비치 근방의 마러라고에서는 플로리다주도 제A1A호선과 접촉한다.

## 역사
US 98은 1934년에 최초로 지정되었다. 그때에는 해당 구간의 전체 노선은 펜서콜라에서 애팔래치콜라까지 이어주는 도로로 지금의 국도 제92호선과 똑같이 플로리다주를 이어준 것으로 보인다. 1952년에는 종점을 동쪽으로 더 연장하여, 플로리다주의 애팔래치콜라에서 팜비치까지 연장되면서 오늘에 이르고 있으며, 1955년에는 기점을 서쪽으로 더 연장, 내처즈까지 이어져 기종점이 완전체로 이루어졌다. 다만 1999년에는 US 98이 US 84로 인해 구간이 단절되었다가 2008년에는 해당 국도가 US 84와 공용하는 구간으로 편입하면서 9년만에 회복되었다.

## 통과하는 도로

### 주간고속도로
- 주간고속도로 제55호선
- 주간고속도로 제59호선
- 주간고속도로 제65호선
- 주간고속도로 제10호선
- 주간고속도로 제110호선
- 주간고속도로 제75호선
- 주간고속도로 제4호선
- 주간고속도로 제95호선

### 국도
- 국도 제84호선
- 국도 제51호선
- 국도 제11호선
- 국도 제49호선
- 국도 제45호선
- 국도 제90호선
- 국도 제29호선
- 국도 제331호선
- 국도 제231호선
- 국도 제319호선
- 국도 제19호선
- 국도 제27호선
- 국도 제221호선
- 국도 제129호선
- 국도 제41호선
- 국도 제301호선
- 국도 제92호선
- 국도 제17호선
- 국도 제441호선
- 국도 제1호선

### 기타 도로
- 플로리다주도 제A1A호선(영어판)

## 문화
블루 마운틴의 "Bloody 98"이라는 이름을 가진 노래를 녹음하여 이 도로에서 따온 음원이 있다. 또한 이는 앨라배마주의 모빌과 미시시피주의 해티즈버그를 사이에 둔 2개의 차선을 의미한다.

## 보조 국도 노선
- 상세 사항 : 미국 국도 98호선의 특별 노선(영어판)